# 泛泰主義

侗台语系的分布

泛泰主義（英語：Pan-Thaiism），也稱為大泰族主義，主張所有泰語民族皆為泰國民族，是一種民族主義主張。於20世紀前半葉，尤其是二戰期間，在暹羅（今天的泰國）興起。在第一次世界大戰過後，德國和義大利的法西斯主義、日本的軍國主義開始盛行，影響了不少當時泰國的政治領袖。

## 理論
泛泰主義是一種民族運動，認為泰國的泰族、老撾的老族、英屬緬甸的撣族、英屬印度的阿薩姆邦阿豪姆人、法屬印度支那的儂族、岱依族、越南泰族以及中國雲南的傣族乃至中國南方廣西、貴州的壯侗語系的壯族、布依族、水族、侗族、仫佬族、毛南族，以及海南島的黎族都是泛泰民族。有些泛泰主義者還把南詔、大理國當泰人國家。

## 活動

### 二十世紀
在泰國政治領域的泛泰主義的最早表現則是泰國駐日公使受當時日本法西斯思潮影響，之後便影響當時的總理鑾披汶·頌堪陸軍元帥，之後便奉行泛泰主義方针，二戰時是他領導的泰國政府與德意日三國同盟結盟，並將國名由「暹羅」改為「泰國」，二战時泰國法西斯政府在1940年和法國發生了第二次泰法戰爭，在1942年日本入侵緬甸和馬来亞時提供日軍支援。
根據鑾披汶·頌堪總理的說法，改變國名具有下列的意義：
- 國家名字與國家民族名字相對應。
- “泰”人處在“泰國”的統治中。
- 國家名、語言名稱、政府名稱和民族名稱都是使用“泰”。
- 使得人民更加的愛國，有堅強的心靈，更加深入的了解“泰”的文化。
- 讓人民團結，讓不論是國內或是國外的“泰”人的關係更加的緊密。

## 影響
中華人民共和國學者辛世彪認為在中國大陸一般將白保羅的 Thai 譯成「台語」而非「泰語」，可能是要迴避泛泰主义。